# Saint-Morel
Saint-Morel è un comune francese di 243 abitanti situato nel dipartimento delle Ardenne nella regione del Grand Est.

## Società

### Evoluzione demografica
Abitanti censiti